# IC 1618
IC 1618 est une galaxie lenticulaire située dans la constellation des Poissons. Sa vitesse par rapport au fond diffus cosmologique est de (4409 ± 22) km/s, ce qui correspond à une distance de Hubble de 65,0 ± 4,6 Mpc (∼212 millions d'al). IC 1618 a été découverte par l'astronome allemand Hermann Kobold en 1898.
En raison d'une brillance de surface égale à 14,15 mag/am2, on peut qualifier IC 1618 de galaxie à faible brillance de surface (LSB en anglais pour low surface brightness). Les galaxies LSB sont des galaxies diffuses (D) avec une brillance de surface inférieure de moins d'une magnitude à celle du ciel nocturne ambiant.

## Groupe de NGC 452
IC 1618 fait partie du groupe de NGC 452 dont les membres sont indiqués dans des articles d'Abraham Mahtessian paru en 1998 et de A.M Garcia paru en 1993. Ce groupe compte plus d'une vingtaine de galaxies.